# Trstice
Trstice (em húngaro: Nádszeg) é um município da Eslováquia, situado no distrito de Galanta, na região de Trnava. Tem 20,27 km² de área e sua população em 2018 foi estimada em 3.752 habitantes.

## Demografia
| Ano:        | 1994 | 2004   | 2014   | 2024   |
| ----------- | ---- | ------ | ------ | ------ |
| Broj ljudi: | 3741 | 3746   | 3739   | 3816   |
| Razlika:    |      | +0,13% | -0,18% | +2,05% |

| Ano:               | 2023 | 2024   |
| ------------------ | ---- | ------ |
| Número de pessoas: | 3857 | 3816   |
| Diferença:         |      | -1,06% |